# Arsenio Rodríguez
Arsenio Rodríguez – piłkarz paragwajski, pomocnik.
Wziął udział w turnieju Copa América 1921, gdzie Paragwaj zajął ostatnie, czwarte miejsce. Rodríguez zagrał w dwóch meczach - z Urugwajem i Brazylią.